# Bondage Goat Zombie
Bondage Goat Zombie — седьмой полноформатный студийный альбом австрийской метал-группы Belphegor. Альбом, как и его предшественник, Pestapokalypse VI, был записан и спродюсирован Энди Классеном. Заглавная песня «Bondage Goat Zombie» вышла в качестве сингла 22 февраля 2008 года.
Некоторые песни с альбома посвящены Маркизу де Саду.

## Список композиций
| №                   | Название                   | Длительность |
| ------------------- | -------------------------- | ------------ |
| 1.                  | «Bondage Goat Zombie»      | 3:59         |
| 2.                  | «Stigma Diabolicum»        | 5:01         |
| 3.                  | «Armageddon's Raid»        | 5:07         |
| 4.                  | «Justine: Soaked in Blood» | 4:07         |
| 5.                  | «Sexdictator Lucifer»      | 3:43         |
| 6.                  | «Shred for Sathan»         | 3:47         |
| 7.                  | «Chronicles of Crime»      | 5:32         |
| 8.                  | «The Sukkubus Lustrate»    | 2:56         |
| 9.                  | «Der Rutenmarsch»          | 5:32         |
| Общая длительность: | Общая длительность:        | 39:45        |

| №  | Название                                                   | Длительность |
| -- | ---------------------------------------------------------- | ------------ |
| 1. | «Bondage Goat Zombie (Video Clip)»                         |              |
| 2. | «The Who & The Bunker (Impressions Of The Video Shooting)» |              |
| 3. | «The Root Of All Evil (Rehearsal Room)»                    |              |
| 4. | «Shredding Stage One (Studio Impressions)»                 |              |
| 5. | «Einmarsch (Live Impressions 2007)»                        |              |
| 6. | «Belphegor Maniakks»                                       |              |

## Участники записи
Belphegor
- Helmuth Lehner — вокал, гитара
- Serpenth — бас-гитара

Приглашенные участники
- Florian «Torturer» Klein — drums

Производство
- Bartholomäus «Barth» Resch — тексты песен
- Andy Classen — продюсирование, микширование, мастеринг
- Ralph Manfreda — оформление
- Joe Wimmer — фотографии
- Megan Leo — тексты песен

## Чарты
| Чарт (2008)           | Позиция |
| --------------------- | ------- |
| Austrian Albums Chart | 42      |
| German Albums Chart   | 81      |

## Релизы
| Формат                               | Регион           | Дата                | Лейбл         |
| ------------------------------------ | ---------------- | ------------------- | ------------- |
| CD, CD+DVD, LP, цифровая дистрибуция | Европа           | 15 апреля 2008 года | Nuclear Blast |
| CD, CD+DVD, LP, цифровая дистрибуция | Северная америка | 15 апреля 2008 года | Nuclear Blast |
| CD, CD+DVD, LP, цифровая дистрибуция | Россия           | 11 апреля 2008 года | Irond Records |